# Episodi di Chicago P.D. (quarta stagione)
La quarta stagione della serie televisiva Chicago P.D., composta da 23 episodi, è stata trasmessa sul canale statunitense NBC dal 21 settembre 2016 al 17 maggio 2017.
In Italia la stagione è andata in onda dal 3 febbraio al 7 luglio 2017 su Premium Crime, canale a pagamento della piattaforma Mediaset Premium, ed in chiaro su Italia 1 dal 24 luglio all'11 settembre 2018.
| nº | Titolo originale                     | Titolo italiano           | Prima TV USA      | Prima TV Italia  |
| -- | ------------------------------------ | ------------------------- | ----------------- | ---------------- |
| 1  | The Silos                            | Padri e figli             | 21 settembre 2016 | 3 febbraio 2017  |
| 2  | Made a Wrong Turn                    | Scelta sbagliata          | 28 settembre 2016 | 10 febbraio 2017 |
| 3  | All Cylinders Firing                 | A pieno regime            | 5 ottobre 2016    | 17 febbraio 2017 |
| 4  | Big Friends, Big Enemies             | Gangs in guerra           | 12 ottobre 2016   | 24 febbraio 2017 |
| 5  | A War Zone                           | Zona di guerra            | 26 ottobre 2016   | 3 marzo 2017     |
| 6  | Some Friend                          | Un amico                  | 9 novembre 2016   | 10 marzo 2017    |
| 7  | 300,000 Likes                        | 300.000 likes             | 16 novembre 2016  | 17 marzo 2017    |
| 8  | A Shot Heard Round the World         | Uno sparo assordante      | 16 novembre 2016  | 24 marzo 2017    |
| 9  | Don't Bury This Case                 | Omicidio colposo          | 3 gennaio 2017    | 31 marzo 2017    |
| 10 | Don't Read the News                  | Serial killer             | 4 gennaio 2017    | 7 aprile 2017    |
| 11 | You Wish                             | Ti piacerebbe             | 11 gennaio 2017   | 14 aprile 2017   |
| 12 | Sanctuary                            | La chiesa                 | 18 gennaio 2017   | 21 aprile 2017   |
| 13 | I Remember Her Now                   | Ragazze problematiche     | 8 febbraio 2017   | 28 aprile 2017   |
| 14 | Seven Indictments                    | Una doppia vita           | 15 febbraio 2017  | 5 maggio 2017    |
| 15 | Favor, Affection, Malice or Ill-Will | Un improbabile sospettato | 22 febbraio 2017  | 12 maggio 2017   |
| 16 | Emotional Proximity                  | Vicini nel dolore         | 1º marzo 2017     | 19 maggio 2017   |
| 17 | Remember The Devil                   | Il volto del diavolo      | 22 marzo 2017     | 26 maggio 2017   |
| 18 | Little Bit of Light                  | Uno sprazzo di luce       | 29 marzo 2017     | 2 giugno 2017    |
| 19 | Last Minute Resistance               | Sorelle                   | 5 aprile 2017     | 9 giugno 2017    |
| 20 | Grasping for Salvation               | In cerca di redenzione    | 26 aprile 2017    | 16 giugno 2017   |
| 21 | Fagin                                | Fagin                     | 3 maggio 2017     | 23 giugno 2017   |
| 22 | Army of One                          | Un solo soldato           | 10 maggio 2017    | 7 luglio 2017    |
| 23 | Fork in the Road                     | Bivio                     | 17 maggio 2017    | 7 luglio 2017    |

## Padri e figli
- Titolo originale: The Silos
- Diretto da: Mark Tinker
- Scritto da: Matt Olmstead

### Trama
Voight è ancora scosso e in preda al dolore a causa della morte del figlio Justin. Nel frattempo, le indagini sembrano concentrarsi su Linsday che è a conoscenza di quello che è successo tra il suo capo e l'assassino di suo figlio, e per questo la Comandante Crowley è pronta a fare di tutto pur di scoprire la verità sull’uomo che ha ucciso Justin. L'Intelligence nel frattempo indaga sull'omicidio di un uomo trovato carbonizzato nella sua macchina. Intanto, Burgess incontra la sua nuova partner Julie Tay, con cui inizia a costruire un legame. La Crowley avendo capito che Voight ha ucciso Bingham e che Erin lo sa e lo copre la minaccia in ogni modo per farle ammettere l'accaduto, ma la ragazza devota al padre adottivo a cui deve tutto non cede. Dopo aver arrestato l'assassino del ragazzo ucciso, la Crowley fa portare via Voight e lo minaccia ordinandogli di confessare l'omicidio di Bingham se vuole avere un accordo altrimenti cercheranno il corpo dell'uomo, ma Voight rifiuta cercando di far ragionare vanamente la donna nel tentativo di fargli comprendere che non vale la pena investigare sull'accaduto, visto il tipo di uomo che era Bingham. La Crowley non volendo ascoltare ordina di cercare il corpo, ma con suo grande sgomento i suoi agenti non ne trovano traccia: seppur frustrata la donna è costretta a lasciare andare Voight. Quella stessa sera, Voight si reca a casa di Erin avendo capito che è stata lei a far sparire il corpo con l'aiuto di Alvin e la ringrazia per averlo salvato. Erin afferma che l'ha fatto unicamente per lui, in quanto se lui non l'avesse adottata accogliendola nella sua famiglia a 15 anni sarebbe morta sulla strada e che era giunto il momento di ripagare il suo debito di riconoscenza verso l'uomo che è stato il padre che non ha mai avuto e che l'ha aiutata fin dall'inizio. Voight, con le lacrime agli occhi, abbraccia Erin con affetto affermando che è tutto ciò che gli è rimasto della sua famiglia, mentre Erin risponde all'abbraccio piangendo.

## Scelta sbagliata
- Titolo originale: Made a Wrong Turn
- Diretto da: Fred Berner
- Scritto da: Craig Gore, Tim Walsh e William N. Fordes (non accreditato)

### Trama
Nel giorno più caldo a Chicago, Voight e la sua squadra indagano sulla sparizione di una donna, avvenuta in un noto quartiere afroamericano. Nel frattempo, la Platt viene minacciata dal comandante Fogel per la sua decisione di riassegnare la Tay al 21º Distretto. Invece Mouse ritorna negli Army Rangers.

## A pieno regime
- Titolo originale: All Cylindres Firing
- Diretto da: Nick Gomez e Constantine Makris (non accreditato)
- Scritto da: Mike Weiss e Michael S. Chernuchin (non accreditato)

### Trama
Voight e la sua squadra indagano sulla brutale aggressione alla Platt. Poco dopo suo padre viene ucciso e i sospetti ricadono sulla compagna, più giovane di lui. Nel frattempo, dopo che Burgess ha lasciato molte informazioni chiave sul caso, la Platt decide di voler vendicare il padre.

## Gang in guerra
- Titolo originale: Big Friends, Big Enemies
- Diretto da: Rohn Schimdt
- Scritto da: Gwen Sigan

### Trama
Voight e la sua squadra indagano su una sparatoria in cui ha perso la vita un rapper di 17 anni e, pur sospettando un attacco terroristico, si ritrovano invece a dover contrastare una guerra tra gang rivali. Durante le indagini nel quartiere, Burgess individua il fratello minore di Atwater mentre visita i potenziali bersagli.

## Zona di guerra
- Titolo originale: War Zone
- Diretto da: Eriq LaSalle
- Scritto da: Tiller Russell

### Trama
La squadra di Voight si trova alle prese con un nuovo tipo di eroina mischiata con il Fentanyl che è arrivata all'improvviso a Chicago, mietendo vittime su vittime, soprattutto tra giovanissimi studenti inesperti con le droghe. Dopo le prime indagini, l’Intelligence scopre un giro che coinvolge altri studenti universitari, a capo dei quali c'è un noto boss della malavita di Chinatown. Mouse è irrequieto per non aver avuto ancora la possibilità di arruolarsi di nuovo nei ranger. Mentre la Platt informa la Tay che è stata riassegnata al suo posto originale.

## Un amico
- Titolo originale: Some Friends
- Diretto da: Mark Tinker
- Scritto da: Timothy J. Sexton e Michael S. Chernuchin (non accreditato)

### Trama
Burgess e il suo nuovo partner Matt Sorensen rispondono ad una chiamata per degli strani rumori in una casa, dove trovano un cadavere di una ragazza. L'Intelligence indaga sull'omicidio, che è avvenuto nella casa di un famoso giocatore di baseball, vecchio amico di Olinsky. Nel frattempo, Lindsay riceve un mazzo di margherite, Halstead quindi rintraccia subito il fioraio vicino ad un penitenziario, dove il padre di Lindsay è recluso da tempo.

## 300.000 likes
- Titolo originale: 300,000 Likes
- Diretto da: Charlotte Brandström
- Scritto da: Jamie Pachino e Richard Sweren (non accreditato)

### Trama
Voight e la sua squadra indagano sull'omicidio del testimone chiave di un processo per stupro. Lo stupratore assassino di numerose ragazze viene rilasciato su cauzione mentre Erin lo segue per tenerlo d'occhio in attesa che faccia un errore. Intanto Burgess e Sorensen fermano una macchina, ed a guidarla è un uomo che indossa una gonna con le calze a rete. Sorensen pubblica un video su Facebook dell'accaduto, ma viene beccato e ne paga le conseguenze con Burgess. Si scoprirà che a uccidere il testimone era stato un investigatore privato che su ordine della sorella dello stupratore assassino aveva cercato di corrompere il testimone offrendogli dei soldi ma l'uomo aveva rifiutato e quando aveva cercato di chiamare la polizia l'investigatore l'aveva ucciso sparandogli credendo che stesse per tirare fuori una pistola. La sorella dello stupratore assassino viene arrestata e poco dopo anche l'investigatore che viene arrestato da Alvin e lo stupratore assassino viene successivamente arrestato nuovamente e rimandato in carcere essendo stato responsabile di quanto accaduto. Nel frattempo, il viceprocuratore Stone offre a Dawson un posto di detective nell'ufficio del procuratore distrettuale.

## Sparo assordante
- Titolo originale: A Shot Heard Around the World
- Diretto da: Terry Miller
- Scritto da: Matt Olmstead e Gwen Sigan

### Trama
Voight e la sua squadra si trovano a dover a che fare con un cecchino che ha preso di mira e ucciso due agenti di pattuglia. Però, durante l'indagine Sorensen decide di dimettersi piuttosto che farsi uccidere da un cecchino. Nel frattempo, dopo aver accettato l'offerta da Stone, Dawson si prepara a dirlo alla squadra, che organizza una festa d'addio. Voight dà la possibilità a Burgess di entrare nell'Intelligence, e lei accetta subito. Inoltre, Bunny dice alla figlia che il suo padre biologico vuole incontrarla.
- In questo episodio Jon Seda fa la sua ultima apparizione per questa stagione, per trasferirsi nella serie Chicago Justice che però è stata cancellata dopo una sola stagione. Seda ritornerà a Chicago P.D. nella stagione successiva dove rimarrà fino al 2019.

## Omicidio colposo
- Titolo originale: Don't Bury This Case
- Diretto da: Cherie Nowlan
- Scritto da: Craig Gore e Tim Walsh

### Trama
Il vigile del fuoco Severide viene accusato di aver tamponato una macchina, provocando due feriti, ma l'accusa si trasforma in omicidio quando uno dei feriti, una bambina, muore al Chicago Med. Voight e Lindsay credono che Severide sia stato incastrato e sia l'Intelligence che la Squadra 51 sono convinti della sua innocenza. Nel frattempo, Burgess inizia il suo primo giorno nell'Intelligence e si scontra immediatamente con Olinsky.
- Questo episodio conclude un crossover con Chicago Fire, che inizia nell'episodio Per il bene di tutti (5x09).

## Serial killer
- Titolo originale: Don't Read the News
- Diretto da: Nick Gomez e Constantine Makris (non accreditato)
- Scritto da: Mike Weiss e Michael S. Chernuchin (non accreditato)

### Trama
Voight e la sua squadra indagano sull'omicidio di una giovane donna, in seguito si scopre che viene collegata ad un serial killer che ha ucciso più di 10 donne. Nel frattempo, Voight assume l'agente Kenny Rixton come sostituto temporaneo di Ruzek che è in missione sotto copertura e Lindsay incontra suo padre biologico.

## Ti piacerebbe
- Titolo originale: You Wish
- Diretto da: Mark Tinker
- Scritto da: Tiller Russell e William N. Fordes (non accreditato)

### Trama
Voight e la sua squadra indagano sull'omicidio di un molestatore sessuale, e una ricerca sul passato della vittima mette in conflitto l'Intelligence con le Forze Speciali di Polizia. Nel frattempo, con grande sgomento di Lindsay, Halstead ottiene il DNA sul vero padre di Lindsay, ma non è lui.

## La chiesa
- Titolo originale: Sanctuary
- Diretto da: John Hyams
- Scritto da: Timothy J. Sexton

### Trama
L'Intelligence indaga sull'omicidio di una donna avvenuto in un parco, ma viene messa in una situazione precaria quando due ragazzi neri sospettati del delitto trovano rifugio in una chiesa, dove il parrocchiano e il sacerdote bloccano l'ingresso alle forze dell'ordine. La situazione precipita quando la chiesa viene bruciata da uno dei manifestanti e ciò costringe i due sospettati dall'omicidio a uscire dall'edificio e di conseguenza vengono arrestati ma in seguito scagionati dalle accuse ma tenuti in cella per ingannare il vero assassino e Voight promette di lasciarli andare via appena avranno arrestato il colpevole. La squadra riesce a rintracciare il vero assassino che si rivela essere l'uomo che aveva accusato falsamente i due neri innocenti. Quando l'uomo nega e continua falsamente ad accusare i due ragazzi Voight stufatosi lo picchia e lo costringe ad ammettere la verità quando il folle criminale ammette come gli sia piaciuto fare ciò Voight disgustato gli rompe entrambe le braccia per punirlo per il male che ha fatto per poi spedirlo in cella dopodiché Voight libera i due ragazzi. Intanto Rixton si mette alle spalle di Voight per interrogare un membro della banda in relazione al caso e quando Voight lo scopre, minaccia di buttarlo fuori.

## Ragazze problematiche
- Titolo originale: I Remember Her Now
- Diretto da: David Rodriguez
- Scritto da: Gwen Sigan

### Trama
L'Intelligence indaga sull'omicidio di una quindicenne, e scoprono che ha partecipato ad un programma per ragazze in difficoltà e Halstead decide di andare sotto copertura nel programma. Nel frattempo, Platt riceve un avviso di morte di una precedente vittima con cui ha lavorato, ma in seguito si sente male per non ricordarla.

## Una doppia vita
- Titolo originale: Seven Indictments
- Diretto da: Mark Tinker
- Scritto da: Jamie Pachino

### Trama
Voight e la sua squadra indagano sull'incendio di una casa, con dentro un cadavere di uno sconosciuto. L'Intelligence fanno di tutto di identificare la vittima. Nel frattempo, le tensioni tra Halstead e Lindsay aumentano quando scoprono che i colleghi di Rixton erano stati accusati di corruzione. Intanto Ruzek ritorna da una missione sotto copertura, e Burgess, felice che lui sia ritornato, lo bacia.

## Improbabile sospettato
- Titolo originale: Favor, Affection, Malice or Ill-Will
- Diretto da: Holly Dale e Gloria Muzio (non accreditato)
- Scritto da: Craig Gore, Tim Walsh e Richard Sweren (non accreditato)

### Trama
Ruzek ritorna al termine della missione sotto copertura, ma Voight lo fa spostare al 27º Distretto per fare i turni di notte perché se ne è andato senza dirgli niente. Rixton però sa quanto Ruzek ci tenga all'Intelligence e decide di accettare il posto alla Narcotici, lasciandolo nuovamente il posto. Intanto un vecchio amico di Lindsay, ora informatore, le dice che un uomo sta tentando di trovare un killer per far uccidere il possibile assassino della figlia. In cambio le chiede di far uscire dalla galera il fratello. Così Lindsay fa infiltrare Olinsky come sicario di contratto.

## Vicini nel dolore
- Titolo originale: Emotional Proximity
- Diretto da: Reza Tabrizi
- Scritto da: Matt Olmstead

### Trama
L'Intelligence indaga sull'incendio del magazzino in cui è rimasta coinvolta la figlia di Olinsky, Lexi, in condizioni critiche. Ma purtroppo quest'ultima muore e il padre si lancia per rintracciare il sospettato.
- Questo episodio continua un crossover con Chicago Fire e Chicago Justice, che inizia nell'episodio Trappola mortale (CF 5x15) e si conclude nell'episodio Falso

- Pur non avendo realizzato una quarta parte con la serie Chicago Med, i protagonisti sono presenti all'interno dell'episodio, creando così un crossover a quattro strade.

## Il volto del diavolo
- Titolo originale: Remember the Devil
- Diretto da: Rohn Schimdt
- Scritto da: Mike Weiss

### Trama
L'Intelligence indaga sul ritrovamento di una ragazza in un container che rifiuta di trovare il sospettato. Quando un video diventa virale, si rendono conto che c'è un secondo ostaggio e lottano contro il tempo per salvarla. Nel frattempo un'ex ragazza di Halstead si presenta a Chicago, e Olinsky torna a lavorare dopo il lutto che l'ha colpito.

## Uno sprazzo di luce
- Titolo originale: Little Bit of Night
- Diretto da: Lin Oeding
- Scritto da: Gwen Sigan e Michael S. Chernuchin (non accreditato)

### Trama
L'Intelligence indaga sull'omicidio di un uomo senza pietà, che riprendeva delle situazioni violente e poi andava a venderle ai media. Quando Olinsky e Ruzek trovano dei filmati nascosti, si rendono conto che la vittima stava ricattando una delle famiglie più ricche di Chicago dopo aver filmato un video di stupro. Nel frattempo, Nicole, la sorella di Burgess, arriva in città e si scontra con Ruzek, prima di dire alla sorella che sta per divorziare. La squadra scopre che la ragazza che era stata ripresa era stata violentata dal padre pedofilo quando aveva 9 anni e che la famiglia sapeva ma non lo ha mai denunciato per difendere il proprio prestigio e lei per disperazione si drogava. Erin riesce a convincere la povera ragazza a denunciare il padre sia per lo stupro subito da bambina che per l'omicidio che il padre aveva ammesso davanti a lei. La ragazza per sicurezza aveva registrato l'ammissione di colpevolezza del padre e la consegna ad Erin facendo così incriminare l'uomo. Quando però il criminale cerca di fare resistenza Voight minaccia di picchiarlo a sangue e l'uomo terrorizzato cede venendo arrestato mentre la figlia del criminale viene aiutata da Erin che l'aiuta a disintossicarsi.

## Sorelle
- Titolo originale: Last Minute Resistance
- Diretto da: John Hyams
- Scritto da: Timothy J. Sexton, Michael S. Chernuchin (non accreditato)

### Trama
Dopo una serata fuori con gli amici, la sorella di Burgess, Nicole, viene drogata e stuprata. L'Intelligence si unisce per trovare i responsabili e poco dopo, la sua amica viene trovata morta per ipotermia, essendo fuggita quando i criminali presero le due donne. Si scopre che una specie di Guru con dei seminari che apparentemente dovrebbero insegnare a un uomo a vincere la resistenza femminile e far cadere di conseguenza le donne ai loro piedi induce invece con i suoi discorsi i suoi seguaci a stuprare le donne. Lindsay e Burgess decidono di andare sotto copertura per attirare i sospetti ma Burgess viene assalita da uno dei due criminali. Kim riesce però a mettere fuori combattimento lo stupratore che la stava aggredendo mentre l'altro viene steso da Erin ed entrambi i criminali vengono arrestati e condannati. Dopo aver risolto il caso, Burgess si congeda temporaneamente per occuparsi della sorella. Voight sapendo che quanto è successo è stato causato dal Guru del gruppo lo affronta in un parco isolato e lo minaccia avvisandolo che se terrà un altro seminario che inneggia allo stupro lo avrebbe ucciso e l'uomo dopo che Voight gli dà una chiara dimostrazione che non sta scherzando decide terrorizzato di non fare più seminari del genere.
- In questo episodio rappresenta l'ultimo episodio per questa stagione per Marina Squerciati, che lascia temporaneamente la serie per maternità.

## In cerca di redenzione
- Titolo originale: Grasping for Salvation
- Diretto da: David Rodriguez
- Scritto da: Tiller Russell

### Trama
L'Intelligence indaga sull'omicidio di un diciottenne, scoprendo che l'arma del delitto è la stessa usata per un caso irrisolto di 17 anni, ad occuparsi di quel caso fu Voight. Voight scava nel suo passato, diventando sospettoso del suo vecchio compagno, Denny Woods. Però Woods lo mette di fronte al comitato di revisione per aver disobbedito agli ordini diretti.

## Fagin
- Titolo originale: Fagin
- Diretto da: Fred Berner
- Scritto da: Craig Gore e Tim Walsh

### Trama
Lindsay e Halstead vengono chiamati per una rapina in corso in banca, mentre l'Intelligence apre l'indagine, la detective Hailey Upton della Rapine-Omicidi cerca di prendere il controllo. Tuttavia il capo Lugo concede a Voight e alla sua squadra la proprietà del caso. Dopo questo, Voight chiede alla Upton se può sostituire Burgess e accetta subito.
- In questo episodio fa la sua prima apparizione nella serie Tracy Spiridakos, nel ruolo di Hailey Upton. La Spiridakos viene chiamata per sostituire temporaneamente Marina Squerciati, poi dopo l'uscita di scena di Sophia Bush è stata promossa come ruolo regolare nella quinta stagione.

## Un solo soldato
- Titolo originale: Army of One
- Diretto da: John Whitesell
- Scritto da: Tiller Russell e Timothy J. Sexton

### Trama
L'Intelligence indaga sull'omicidio di un uomo di colore avvenuto dopo aver trasmesso il suo video in streaming su Facebook. Però scoprono che la vittima era stata accusata di stupro e di essere un pedofilo. Durante l'indagine si scopre che il responsabile è un pedofilo con un profondo disgusto per sé stesso e che uccide altri pedofili come modo per espiare i suoi stessi peccati e tendenze pedofile di cui purtroppo non riesce a fare a meno. Quando la squadra scopre che il pedofilo ha rapito un altro bambino Lindsay aggredisce il responsabile nella sala interrogatori in presenza della Upton per farlo confessare su dove abbia segregato il bimbo rapito. L'espediente riesce ed Erin riesce a farsi dire il luogo dove il criminale ha rinchiuso il bambino ma purtroppo arrivano troppo tardi e lo trovano morto soffocato nel bagagliaio della macchina del pedofilo in quanto il piccolo era rimasto rinchiuso lì per numerose ore ed era morto per mancanza di ossigeno nel bagagliaio. L'uomo viene arrestato e imprigionato per i rapimenti e gli omicidi commessi.

## Bivio
- Titolo originale: Fork
- Diretto da: Mark Tinker
- Scritto da: Mike Weiss

### Trama
Lindsay aggredisce un uomo durante un interrogatorio e deve rispondere della sua condotta a una commissione di superiori. Nel frattempo, Bunny torna a casa e trova un mafioso sul letto, senza vita e in una pozza di sangue: qualcuno gli ha sparato. Lindsay non può partecipare attivamente alle indagini. Alla fine per evitare il peggio, Lindsay lascia Chicago per trasferirsi a New York per lavorare nell'FBI.
- In questo episodio appare per l'ultima volta Sophia Bush, che dalla quinta stagione verrà sostituita da Tracy Spiridakos, che aveva sostituito temporaneamente Marina Squerciati.